# Clemelis cineraria
Clemelis cineraria là một loài ruồi trong họ Tachinidae.